# Adalin
Adalin település Romániában, Szilágy megyében.

## Fekvése
Szilágy megyében, Hidalmástól keletre, Drág, Kisesküllő és Nagyesküllő között fekvő település.

## Története
Adalin nevét az oklevelek 1320-ban említették először Odalein néven.
A település az Árpád-kor-ban a Zsombor nemzetség tagjainak birtoka volt.
1320 előtt a Zsombor nemzetségből származó Lőrinc fia István és fiai, valamint Cumpas és László birtoka volt.
1320-ban a Zsombor nemzetségbeliektől hűtlenségük miatt a birtokot elkobozta, és Elefánti Dezső sebesvári 
várnagynak adta.
1909-ben a településnek 503 lakosa volt, melyből 493 román, 3 zsidó volt.
A trianoni békeszerződés előtt Kolozs vármegye Hídalmási járásához tartozott.

## Nevezetességek
- Ortodox temploma (1910)